# Kohldistel
Die Kohl-Kratzdistel (Cirsium oleraceum), auch einfach Kohldistel genannt, ist eine Pflanzenart aus der Gattung der Kratzdisteln (Cirsium) innerhalb der Familie der Korbblütler (Asteraceae).

## Beschreibung

### Vegetative Merkmale
Die Kohl-Kratzdistel ist eine ausdauernde krautige Pflanze, die Wuchshöhen von 50 bis 150, selten bis zu 170 Zentimetern erreicht. Sie besitzt einen walzenförmigen, schief liegenden „Wurzelstock“. Die Stängel sind aufrecht, einfach und höchstens im oberen Teil verzweigt.
Ihr Stängel ist bis zum oberen Ende aber entfernt beblättert. Die Laubblätter sind weich, nicht stechend, kahl oder zerstreut behaart und ringsum weichdornig bewimpert. Die unteren Laubblätter sind eiförmig bis elliptisch, ungeteilt oder gezähnelt oder mehr oder weniger tief fiederspaltig mit länglichen, zugespitzten, kurz gezähnelten Blattabschnitten und zur Spreitenbasis hin lang verschmälert. Die mittleren und oberen Laubblätter sind eiförmig, ungeteilt, seltener fiederspaltig und über dem Grund oft etwas verschmälert und dann herzförmig stängelumfassend sitzend.

### Generative Merkmale
Die Blütezeit reicht von Juni bis Oktober. Die zwei bis sechs körbchenförmige Blütenstände stehen über elliptischen, bleich gelb-grünen und ungleich dornig gewimperten Hochblättern, die sie überragen, an den Stängelenden knäuelig zusammen. Die Blütenkörbe sind 2,5 bis 4 Zentimeter hoch. Die Korbhülle ist ei-walzlich. Die Hüllblätter sind aufrecht, breit, gegen das obere Ende lang zugespitzt, und höchstens die äußeren besitzen eine kurze Stachelspitze. Die innersten Hüllblätter sind an der Spitze abstehend. Die Röhrenblüten sind blassgelb.
Die Achänen sind 4 Millimeter lang, hellgrau und schwach kantig.
Die Chromosomenzahl beträgt 2n = 34.

## Ökologie

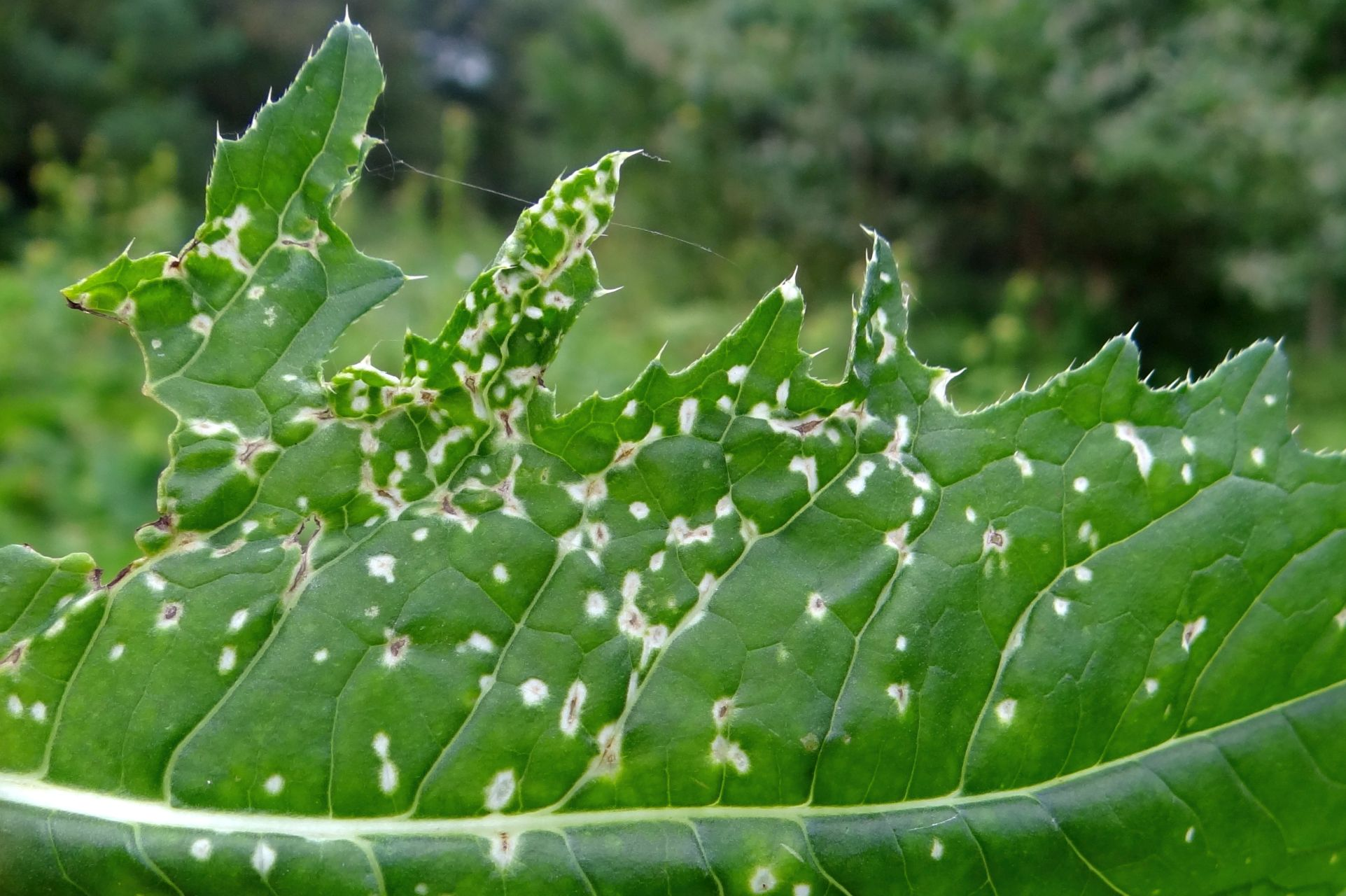
Blatt der Kohl-Kratzdistel mit Befall von Puccinia cnici

Die Kohl-Kratzdistel ist ein Hemikryptophyt. Sie tritt manchmal massenhaft auf, denn sie wird durch Düngung und Nährstoffanreicherung infolge von Umweltverschmutzung gefördert. Allerdings ist sie keine wertvolle Futterpflanze, wird von Weidetieren eher verschmäht und ist auch zum Trocknen ungeeignet, da sie leicht zerbröselt. Sie ist ein Tiefwurzler und Düngungszeiger.
Die Bestäubung erfolgt durch Insekten (Lepidoptera, Bienen und Hummeln). Sie ist ein Nektar- und Pollenspender von besonderem Wert.
Die Früchte erfahren eine Ausbreitung als Schirmchenflieger und Wasserhafter, auch eine Bearbeitungsausbreitung durch Finken, Meisen, Hänfling und Kreuzschnäbel findet statt.
Gallbildungen durch Aphididarum-, Eriophydarum-, Tylenchus-Arten und durch Tephritis conura und Urophora cardui wurden beobachtet. Die Kohl-Kratzdistel ist Wirtspflanze für die Pilzarten: Bremia lactucae, Cystopus tragopogonis, Erysibe cichoriacearum, Puccinia asteris, Puccinia cirsii, Puccinia dioeca, Synchytrium globosum, Leptosphaeria dumetorum und Ophiobolus acuminatus.

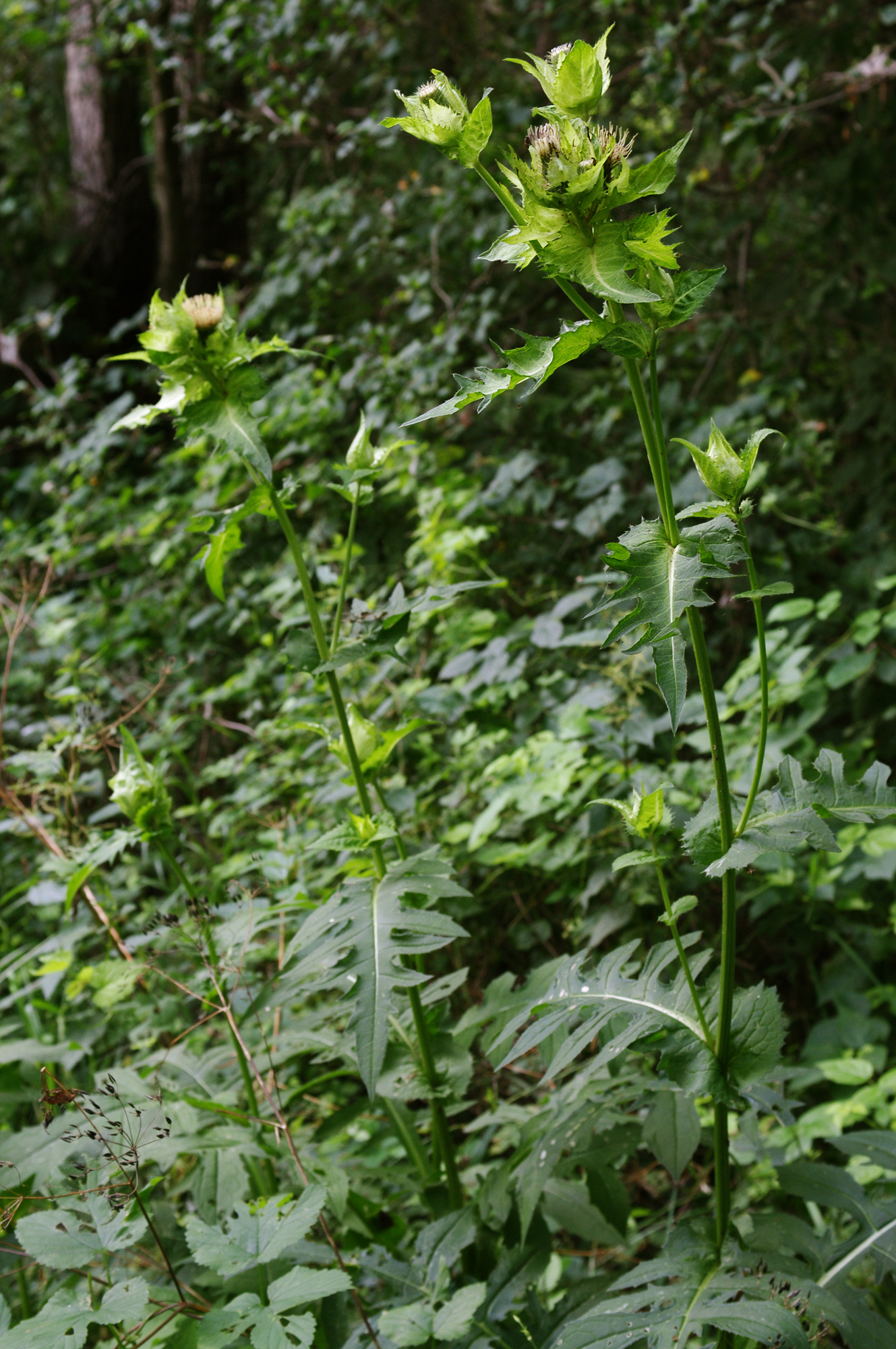
Habitus

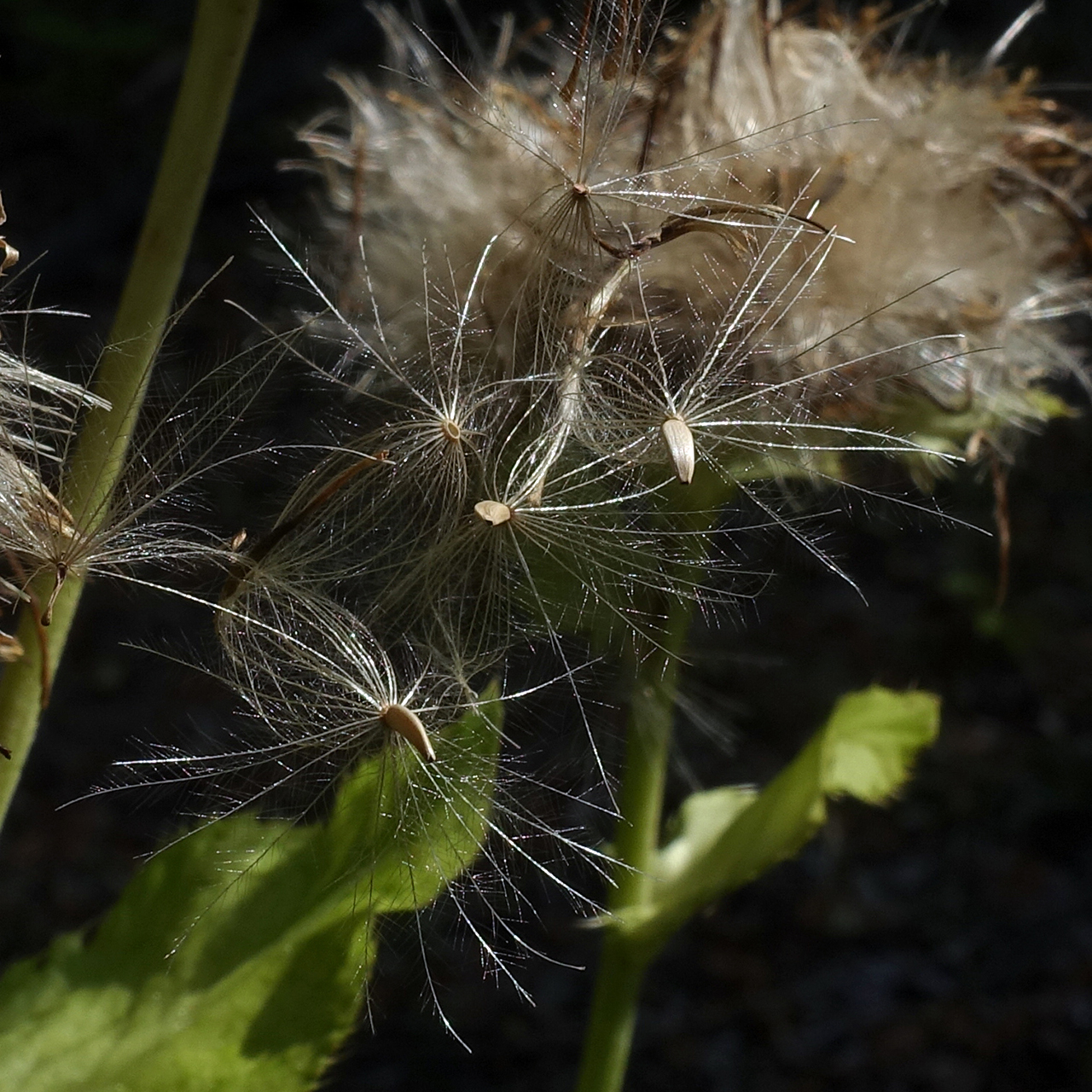
Achänen mit Pappus

Weitere Bilder
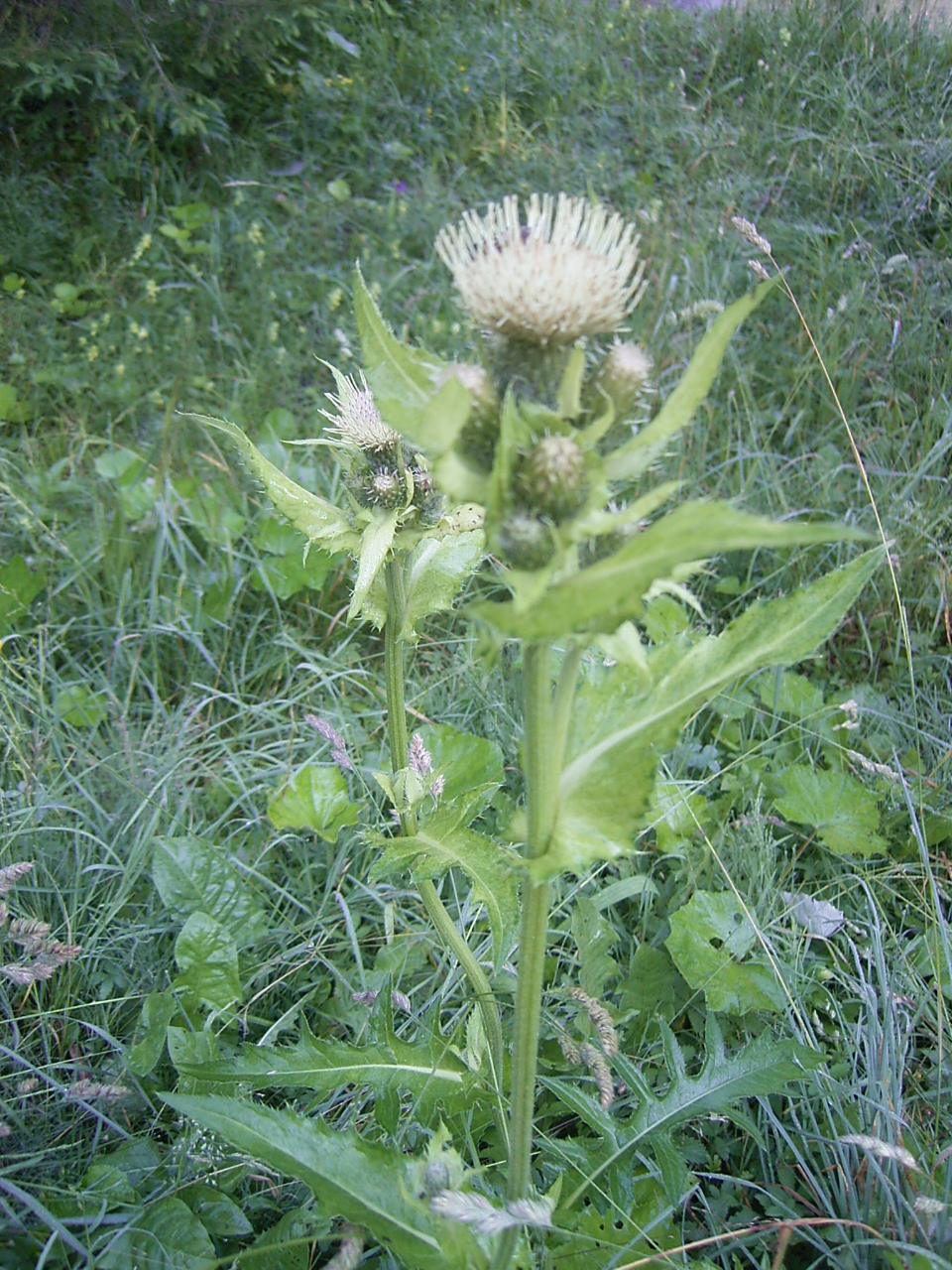
Habitus und Blütenstand.
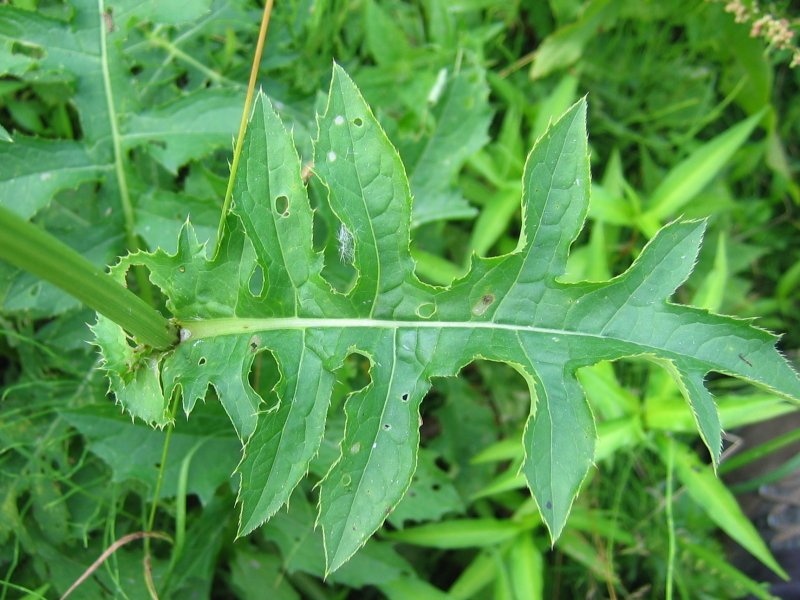
Laubblatt
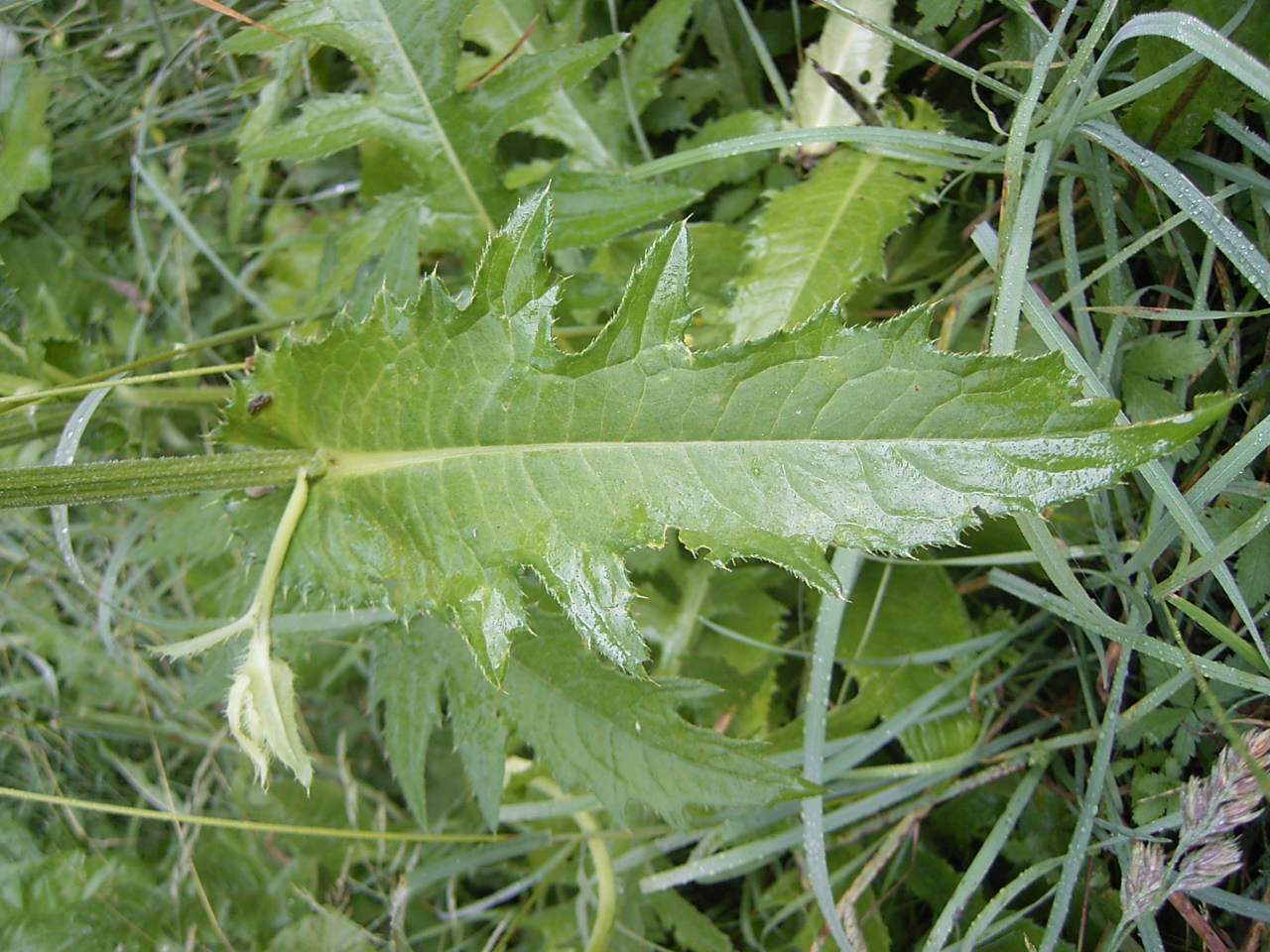
Laubblatt
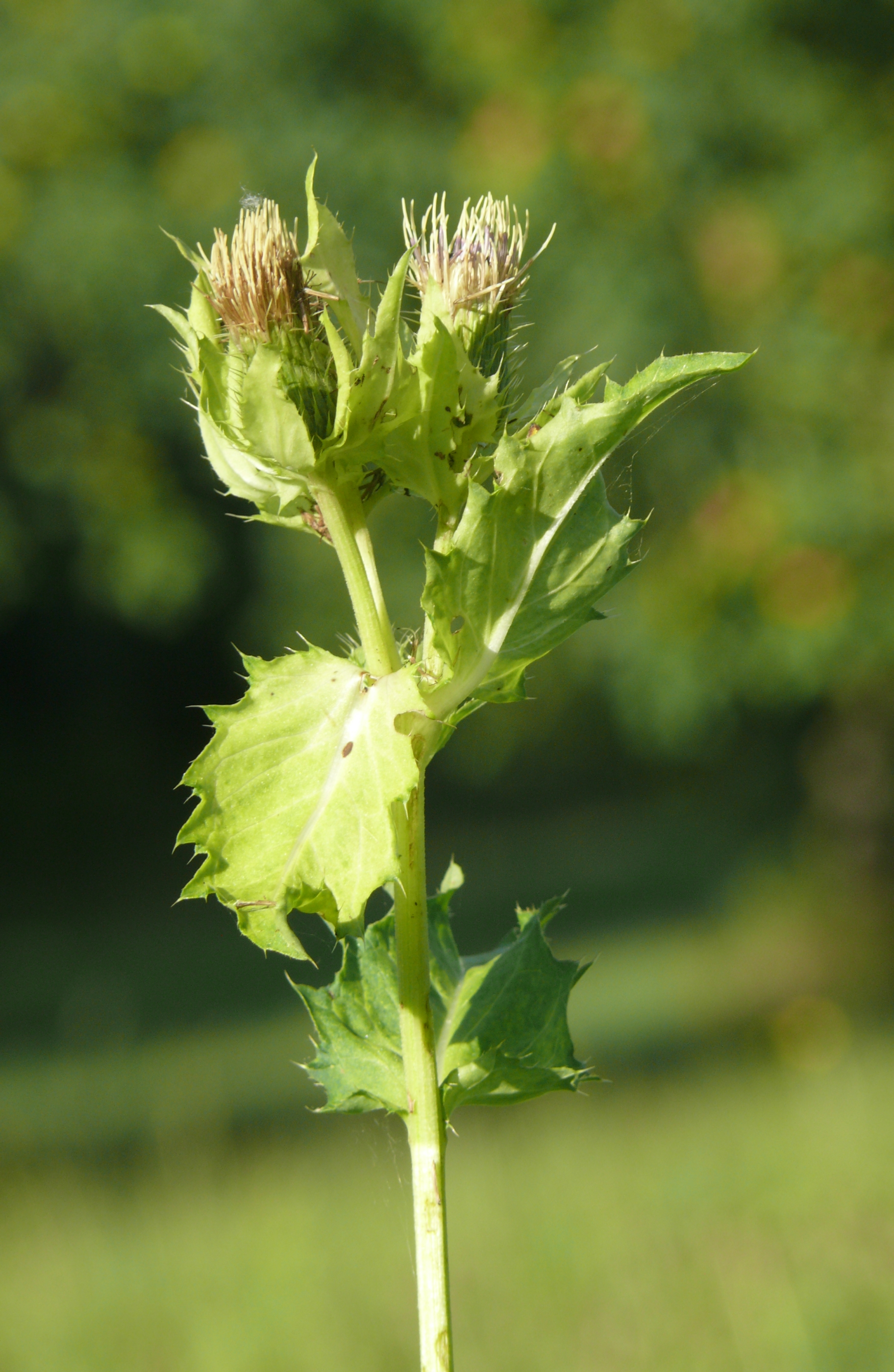
Blütenstand

## Vorkommen
Die Kohl-Kratzdistel gedeiht von Europa bis Westsibirien und Kasachstan in allen Höhenlagen, außer der alpinen Höhenstufe.
Die Kohl-Kratzdistel wächst verbreitet in Nasswiesen und Auenwäldern, in Staudenfluren an Bachufern und Quellen. Sie liebt basen- und mäßig stickstoffreichen Boden. Nach Ellenberg ist sie ein Feuchtzeiger und eine Verbandscharakterart gedüngter Feuchtwiesen (Calthion).
Nach Oberdorfer ist sie eine schwache Charakterart des Angelico-Cirsietum oleracei, kommt aber auch in Pflanzengesellschaften des Verbände Calthion, Atropion oder Alno-Ulmion oder der Ordnung Molinietalia vor.
In den Allgäuer Alpen steigt sie beim Walmendinger Horn in Vorarlberg bis zu einer Höhenlage von 1930 Metern auf. Im Kanton Wallis im Eginental bei Obergoms kommt sie bis 1970 Meter und in den Bayerischen Alpen bis 2020 Meter vor.
Die ökologischen Zeigerwerte nach Landolt et al. 2010 sind in der Schweiz: Feuchtezahl F = 3w (sehr feucht aber mäßig wechselnd), Lichtzahl L = 3 (halbschattig), Reaktionszahl R = 4 (neutral bis basisch), Temperaturzahl T = 3 (montan), Nährstoffzahl N = 4 (nährstoffreich), Kontinentalitätszahl K = 3 (subozeanisch bis subkontinental).

## Taxonomie
Die Erstveröffentlichung erfolgte 1753 unter dem Namen (Basionym) Cnicus oleraceus durch Carl von Linné in Species Plantarum, Tomus II, S. 826. Die Neukombination Cirsium oleraceum (L.) Scop. wurde 1769 durch Giovanni Antonio Scopoli in Annus I-[V] Historico-Naturalis... Band 2, S. 61 veröffentlicht.

## Nutzung
In Osteuropa und Sibirien, gelegentlich auch in Mitteleuropa, wird sie als Gemüsepflanze genutzt und in Japan zu diesem Zweck angebaut.
Die Blätter und der „Wurzelstock“ werden gegart gegessen. Der „Wurzelstock“ ist reich an Inulin.
Junge Laubblätter bieten sich auch zum Rohverzehr an. Der getrocknete Wurzelstock lässt sich zu Mehl mahlen, das zum Andicken von Speisen verwendet werden kann. Ähnlich wie bei Artischocken kann auch der gegarte Blütenkorbboden gegessen werden.

## Trivialnamen
Für die Kohldistel bestehen bzw. bestanden auch die weiteren deutschsprachigen Trivialnamen:
| Trivialname           | Sprachraum        | lokale Eingrenzung        | Bemerkung |
| --------------------- | ----------------- | ------------------------- | --------- |
| Weiche Distel         | mittelhochdeutsch |                           |           |
| Distelkohl            | mittelhochdeutsch |                           |           |
| Pferdekohl            | mittelhochdeutsch |                           | [ 8 ]     |
| Wiesendistel          | mittelhochdeutsch | Eifel                     |           |
| Wiesenköl             | mittelhochdeutsch | Memmingen                 |           |
| Kolben                | mittelhochdeutsch | Memmingen                 |           |
| Grasköl               |                   |                           |           |
| Schreckkraut          |                   | Lausitz                   |           |
| Laevis Distel         |                   | Schlesien                 |           |
| Geele Disteln         |                   | Schlesien                 |           |
| Wilde Kardobenedicten |                   | Schlesien                 |           |
| Wilder Safflor        |                   | Kärnten bei Glödnitz      |           |
| Scharkraut            |                   | Kärnten bei Glödnitz      |           |
| Bachscharta           |                   | St. Gallen bei Sargans    |           |
| Schwischarta          |                   | St. Gallen bei Sargans    |           |
| Scharta               |                   | St. Gallen bei Werdenberg |           |
| Suscharta             |                   | St. Gallen am Rhein       |           |
| Haarschnittle         | Schweizerdeutsch  | Schweiz                   |           |